# Argyrodes chounguii
Espèce
Argyrodes chounguii est une espèce d'araignées aranéomorphes de la famille des Theridiidae.

## Distribution
Cette espèce est endémique de Mayotte.
Elle se rencontre dans la forêt primaire humide sur le mont Choungui.

## Description
Argyrodes chounguii mesure de 5 à 6 mm. Les deux sexes ont une livrée assez variable.

### Prosome

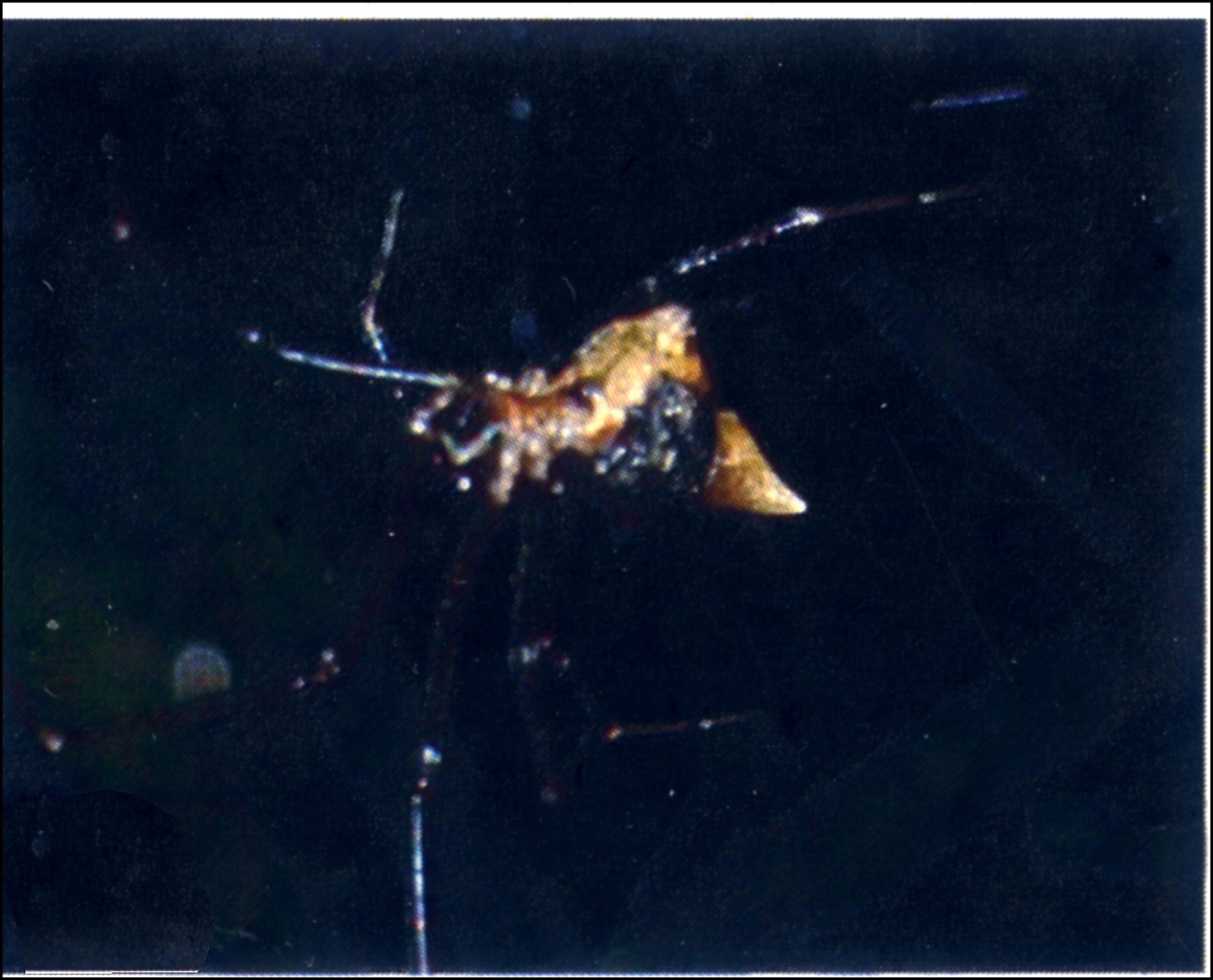
Argyrodes chounguii, femelle photographiée in situ (mauvaises conditions), dans une toile de Cyrtophora. Forêt primaire du mont Choungui, Mayotte.

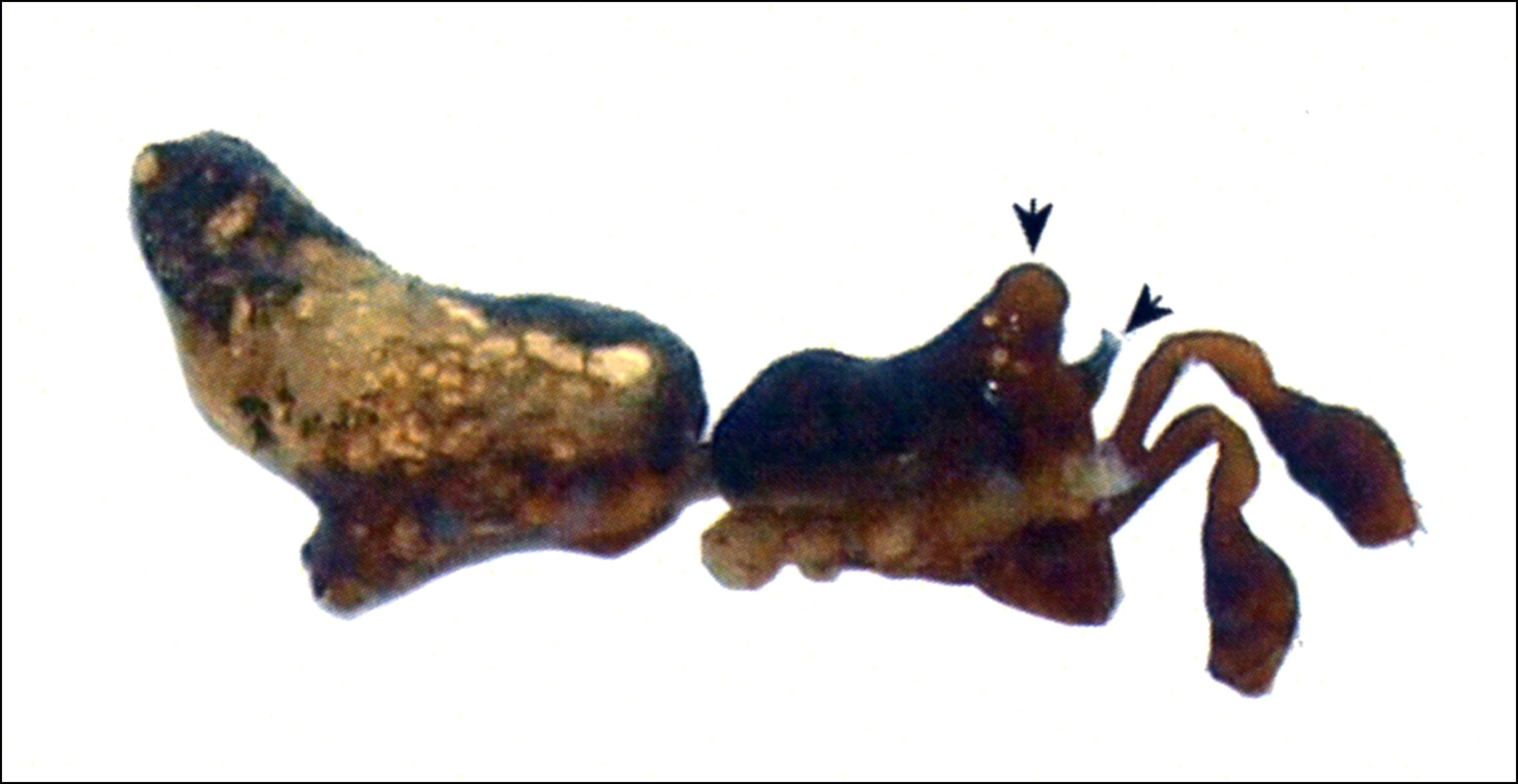
Argyrodes chounguii, mâle en vue latérale droite. Exemplaire préparé. Flèches: protubérances du prosome.

La carapace est brun-rougeâtre clair à brun foncé presque noir. Le sternum est brun-rougeâtre, les lames maxillaires ou gnathocoxae et le pédipalpe du mâle (bulbe copulateur compris) plus foncés.   
Comme chez les autres Argyrodes, il existe un remarquable dimorphisme sexuel de la partie antérieure du prosome. Alors que le clypeus ou bandeau de la femelle est régulièrement arrondi et oblique, la région céphalique du mâle montre deux saillies ou projections caractéristiques de l'espèce : une protubérance oculaire dressée, très saillante, subglobuleuse, plus claire dessus, avec des yeux postérieurs directement orientés vers l'arrière et une bosse ou corne frontale, petite et conique, dressée en plein clypeus. Ces saillies portent des poils dressés, clairsemés sur la première, plus petits, nombreux, serrés et très noirs sur la seconde, ces deux "toupets", subparallèles et écartés, ne se rejoignant pas sur la ligne médiane. Bien qu'une étude histologique n'ait pu être réalisée, il est probable que les mêmes projections céphaliques  renferment une glande clypéale ou acronale intervenant dans l' accouplement comme chez toutes les Argyrodes mâles.  
Le pédipalpe mâle ne peut se rattacher à aucun groupe précis par ses sclérites bulbaires, du conducteur au subtégulum. 
Les pattes sont longues et grêles, jaunâtre ou rougeâtre clair, rembrunies sur la patella, ainsi qu'à l'extrémité des autres, tarses exceptés.  

### Abdomen

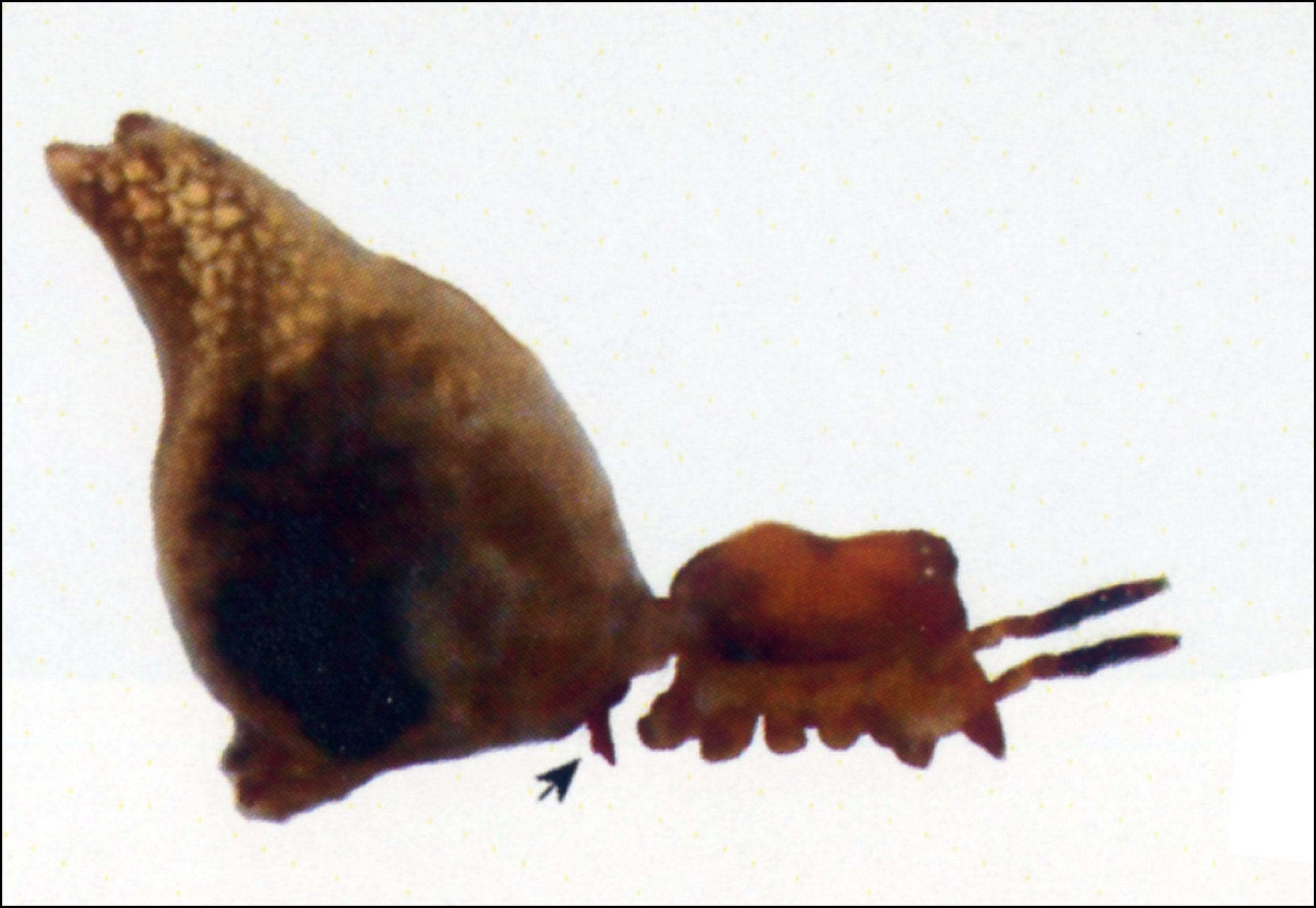
Fig.3 - Argyrodes chounguii femelle en vue latérale droite. Exemplaire préparé. Flèche: "mating plug".

Il est de forme conique, plus élevé chez la femelle (Fig.1,3) que celui du mâle, en revanche plus allongé, et pourvu de deux tubercules terminaux lui donnant un aspect bifide (Fig.3). Le fond est d'un gris argent très mat, avec des taches brun foncé, dont une médiane en triangle allongé, isolée chez le mâle, rejointe chez la femelle par deux très grandes macules latérales pouvant être, sur le vivant, d'un noir "anthracite" (Fig.1). Toutes les femelles avaient été fécondées car leur épigyne était recouverte par un "bouchon d'accouplement" ("mating plug" des anglophones) (Fig.3: flèche)

## Éthologie
Cette araignée vit dans le sous-bois herbacé et sous-arbustif de la forêt à Mimusops et Albizia, exclusivement sur la toile de Cyrtophora purpurea, et doit s'y comporter en cleptoparasite comme les autres taxons du genre Argyrodes. En revanche, Argyrodes zonatus et Argyrodes argyrodes présentes aussi dans l'île, habitent la toile de Nephila comorana. La présence à Mayotte d'une quatrième espèce vivant à La Réunion, Argyrodes minax, sera peut être un jour démontrée car elle se trouverait à la Grande Comore.

## Étymologie

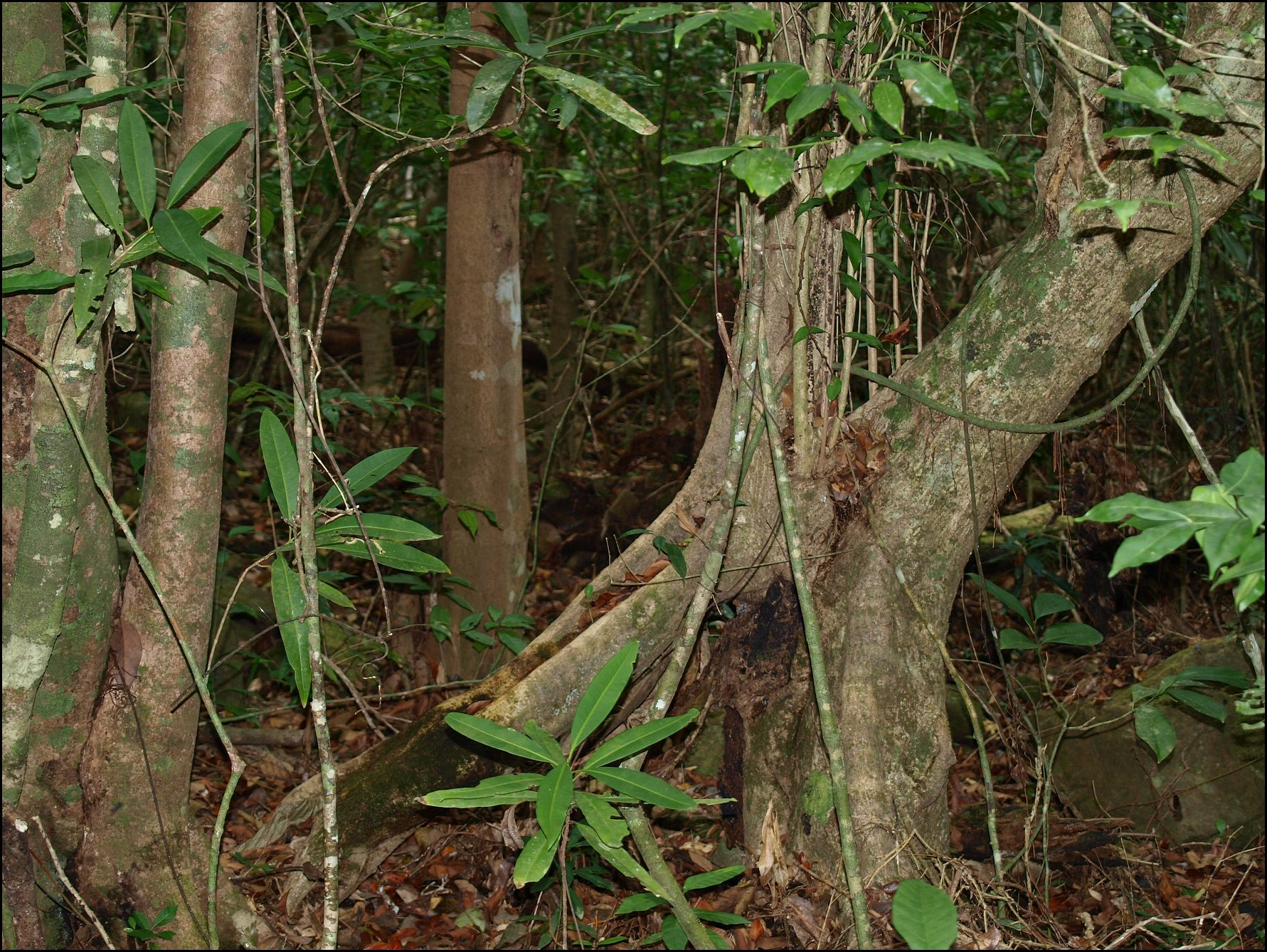
Sous-bois de la forêt primaire du mont Chounguii, Mayotte

Son nom d'espèce lui a été donné en référence au lieu de sa découverte : le mont Choungui.

## Comparaison avec d'autresArgyrodes

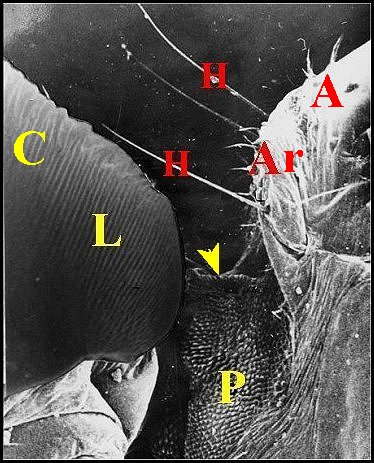
Fig.4 - Appareil stridulatoire d'Argyrodes argyrodes. À gauche le céphalothorax (c) avec sa "lyre" (L), à droite l'abdomen (A) avec son archet (Ar). H, poils - P, pédicule. M.E.B.

Les reliefs prosomatiques du mâle d'Argyrodes chounguii le rattachent au morphotype "nasuté" (Argyrodes : dimorphisme sexuel) et rappellent ceux d'Argyrodes borbonicus de La Réunion. 
Toutefois, chez cette espèce, de plus grande taille, la protubérance oculaire est peu marquée, inclinée vers l'avant, donc antéfléchie, et porte un fort toupet de poils subhorizontal rejoignant les soies dressées d'une bosse frontale plus accentuée. En outre, la livrée, très différente, a un aspect marbré, avec des taches argentées.
Comme chez les autres Argyrodes, le céphalothorax et l'abdomen d'Argyrodes chounguii portent un appareil dit "stridulatoire" de type "a" ("prosoma-opisthosoma"), en fait stato-récepteur d'après des études ultrastructurales sur Argyrodes argyrodes.
Les deux reliefs céphalothoraciques, non étudiés en histologie, doivent renfermer un organe omniprésent dans le genre et lié à l'accouplement : la glande clypéale

## Publication originale
- Lopez, 2010 : « Contribution à l'étude des araignées de Mayotte avec la description d'une nouvelle espèce: Argyrodes chounguii (Theridiidae). » Bulletin de la Société d'étude des sciences naturelles de Béziers, vol. 23, no 64, p. 9-15.